# Herbolzheim
Herbolzheim (phát âm tiếng Đức: [ˈhɛʁbɔlt͡sˌhaɪ̯m] ⓘ) là một thị trấn thuộc huyện Emmendingen, bang Baden-Württemberg, Đức. Nơi đây nằm gần sông Elz và cách Freiburg 26 km về phía bắc. Đô thị này có diện tích 35,48 km², dân số thời điểm 31 tháng 12 năm 2020 là 11.146 người.